# Charles E. Pickett
Charles Edgar Pickett (* 14. Januar 1866 bei Bonaparte, Van Buren County, Iowa; † 20. Juli 1930 in Waterloo, Iowa) war ein US-amerikanischer Politiker. Zwischen 1909 und 1913 vertrat er den Bundesstaat Iowa im US-Repräsentantenhaus.

## Werdegang
Charles Pickett besuchte die öffentlichen Schulen seiner Heimat und danach bis 1888 die Iowa State University in Iowa City. Nach einem anschließenden Jurastudium an derselben Universität und seiner im Jahr 1890 erfolgten Zulassung als Rechtsanwalt begann er in Waterloo im Black Hawk County in seinem neuen Beruf zu arbeiten. Dort wurde er auch Vizepräsident der Pioneer National Bank. Zwischen 1896 und 1909 war er Dekan der State University of Iowa.
Politisch war Pickett Mitglied der Republikanischen Partei. Bei den Kongresswahlen des Jahres 1908 wurde er im dritten Wahlbezirk von Iowa in das US-Repräsentantenhaus in Washington, D.C. gewählt, wo er am 4. März 1909 die Nachfolge von Benjamin P. Birdsall antrat. Nach einer Wiederwahl im Jahr 1910 konnte er bis zum 3. März 1913 zwei Legislaturperioden im Kongress absolvieren. In dieser Zeit wurde der 16. Verfassungszusatz verabschiedet, durch den die Erhebung einer allgemeinen Einkommensteuer beschlossen wurde. Bei den Wahlen des Jahres 1912 unterlag Pickett dem Demokraten Maurice Connolly.
Nach seiner Zeit im Repräsentantenhaus arbeitete Pickett wieder als Anwalt. In den Jahren 1899 und 1916 war er Vorsitzender der regionalen Parteitage der Republikaner in Iowa. 1920 war er Delegierter zur Republican National Convention in Chicago, auf der Warren G. Harding als Präsidentschaftskandidat nominiert wurde. Im Jahr 1926 bewarb sich Pickett erfolglos um die Nominierung seiner Partei für die Wahlen zum US-Senat. Er starb am 20. Juli 1930 in Waterloo.